# Hrachoviště
Hrachoviště település Csehországban, a Jindřichův Hradec-i járásban. Hrachoviště Jílovice, Třeboň és Cep településekkel határos. Lakosainak száma 82 fő (2024. január 1.).

## Népesség
A település lakosságának változását az alábbi diagram mutatja:
| Lakosok száma | 290  | 294  | 283  | 184  | 122  | 78   | 80   | 78   | 78   | 82   |
|               | 1869 | 1890 | 1921 | 1950 | 1980 | 2001 | 2017 | 2019 | 2022 | 2024 |